# Heartland – Paradies für Pferde (Buchreihe)
Die Buchreihe Heartland – Paradies für Pferde von Lauren Brooke erscheint im Ravensburger-Verlag und umfasst 22 Bände. Der erste Band erschien im Jahre 2000 auf Englisch und 2001 auf Deutsch. Die Bücher handeln von einer jungen Frau, die sich der Heilung von seelisch und körperlich erkrankten Pferden verschrieben hat.

## Inhalt
Die 15-jährige Amy Fleming lebt mit ihrem Großvater Jack Bartlett und ihrer Schwester Lou auf der Heartland-Farm im US-Bundesstaat Virginia. Durch einen tragischen Autounfall bei dem Amys Mutter Marion Fleming ums Leben kam, muss Amy bereits im Alter von 15 Jahren das Vermächtnis ihrer Mutter fortführen. Diese hat Pferde, die an Körper und Seele verletzt sind, durch alternative Heilmethoden, Kommunikation und das dadurch entstehende Band des Vertrauens geheilt. Zuerst muss Amy um den Ruf Heartlands kämpfen, da niemand sein Pferd einem 15-jährigen Mädchen anvertrauen möchte, zumal diese noch zur Schule geht. Auf Grund der daraus resultierenden finanziellen Probleme steht Heartland kurz vor dem Aus. Gemeinsam mit ihrer Schwester, einer Geschäftsfrau aus New York, und dem Pferdepfleger Ty Baldwin gelingt ihnen der Durchbruch an einem Tag der offenen Tür.
Zunächst scheint sich alles zum Guten zu wenden, aber die verschiedenen Schwestern können sich nur schwer arrangieren. So versucht Lou Kontakt zu dem gemeinsamen Vater aufzunehmen, der die Familie nach einem schweren Reitunfall verlassen hat. Als Lou ihn ausfindig macht, findet sie heraus, dass ihr Vater Tim in Australien mit seiner zweiten Frau Helena und dem gemeinsamen Kind Lily lebt. Wenig später kommt er nach Heartland, um seine beiden Töchter zu besuchen. Amy kann ihm jedoch zuerst nicht verzeihen, stellt aber bald fest, dass ihr Vater immer wieder Kontakt zu ihnen aufnehmen wollte, Marion dies allerdings verhinderte. Schließlich vergibt Amy ihrem Vater und dieser kehrt nach Australien zurück. Gemeinsam mit Ty widmet sie sich wieder der Heilung der Pferde.
Kurze Zeit später stellt sie fest, dass sich ihre Gefühle für Ty gewandelt haben und sie mehr als nur Freundschaft für ihn empfindet. Die beiden kommen zusammen, bis der Stall bei einem Tornado zusammenbricht und Ty, der die Pferde retten wollte, verschüttet wird. Er fällt ins Koma und Amy muss mehr auf dem Hof arbeiten, möchte aber gleichzeitig auch viel Zeit an seinem Krankenbett verbringen. Als Ty schließlich wieder erwacht, muss er alles neu erlernen, wodurch ihre Beziehung auf eine harte Probe gestellt wird. Nachdem Ty wieder zu Kräften gekommen ist, überredet dieser Amy mit ihrer Schwester Lou und deren Freund Scott ihren Vater in Australien zu besuchen. Zuerst kann Amy sich bei ihrem Vater und dessen Familie nicht einleben und steht im Schatten ihrer großen Schwester. Erst als diese mit ihrem Freund ein paar Tage allein verbringt, kann Amy sich mit Helena und ihrer Halbschwester arrangieren.
Amy, Lou und Scott, mit dem Lou sich in der Zwischenzeit verlobt hat, kehren nach Hause zurück. Dort heiraten Lou und Scott, und Amy macht ihren High-School-Abschluss. Zu ihrem Erstaunen hat sie mit recht guten Noten bestanden, und Amy beschließt Heartland zu verlassen, um Veterinärmedizin zu studieren. Ihr Freund Ty unterstützt sie dabei, doch schon bald müssen die beiden feststellen, dass eine Fernbeziehung nicht funktioniert. Als Amy während der Semesterferien nach Heartland zurückkommt, trennen sich die beiden. Ihre Schwester Lou ist inzwischen hoch schwanger und erwartet ihr erstes Kind. Nachdem Amy an die Uni zurückgekehrt ist, wird ihre Nichte Holly Marion geboren. Mit Ty verbindet Amy weiterhin eine tiefe Freundschaft.

## Charaktere
Marion Fleming: Sie ist die Mutter von Amy und Lou und Tochter von Jack Bartlett. Nachdem ihr Mann Tim sie verlassen hatte, kehrte sie in ihre Heimat Virginia zurück und baute die Heartland-Farm auf. Dort heilte sie durch ihre besondere Gabe seelisch und körperlich erkrankte Pferde.
Amy Fleming: Sie ist die Tochter von Marion und Tim Fleming und übernimmt nach Marions Tod die Heartland-Farm.
Lou Trewin (geborene Fleming): Sie ist die Tochter von Marion und Tim Fleming und arbeitete früher als Bankerin in New York, bis sie nach dem Tod ihrer Mutter nach Heartland zurückkehrte. Dort lernte sie ihren Mann Scott Trewin kennen. Mit diesem hat sie die Tochter Holly.
Jack Bartlett: Er ist Marions Vater und Eigentümer der Heartland-Farm.
Ty Baldwin: Nachdem er die Schule abgebrochen hat, fängt er als Pferdepfleger auf der Heartland-Farm an. Dort lernt er Amy kennen und lieben, bis sie sich schließlich aufgrund einer Fernbeziehung trennen.
Scott Trewin: Er ist der Tierarzt der Heartland-Farm und mit Lou verheiratet.
Tim Fleming: Er ist der Vater von Amy und Lou und lebt mit seiner zweiten Frau Helena und der gemeinsamen Tochter Lily in Australien auf einer Ranch. Früher war er ein Weltklasse-Springreiter, stürzte allerdings bei einer WM in ein Hindernis. Da er im Rollstuhl saß und der Familie nicht als Krüppel zur Last fallen wollte, verließ er sie. Lange Zeit später konnte er allerdings wieder laufen.
Soraya: Sie ist die beste Freundin von Amy.
Ben Slater: Er ist der zweite Pferdepfleger von Heartland, verlässt die Farm aber nach einiger Zeit und nimmt einen Job bei Nick Halliwell an. Auf seinem Pferd Red hat er die Chance, ein guter Springreiter zu werden. 
Nick Halliwell: Er ist Besitzer eines Springstalles und ein guter Springreiter. Des Weiteren ist er mit Amy befreundet und schickte schon mehrere seiner Pferde auf die Heartland-Farm.
Ashley Grant: Sie ist Amys größte Widersacherin und lebt auf dem Gestüt ihrer Mutter Val, die ihr ständig neue Pferde kauft.
Matt Trewin: Er ist Scotts kleiner Bruder und außerdem ein Freund von Amy.
Nancy: Sie ist eine Freundin von Jack Bartlett, den sie in Band 22 heiratet, und hilft in den späteren Büchern auf der Heartlandfarm mit.
 Marnie Gordon: Sie ist eine gute Freundin von Lou und Amy und hilft oft auf der Farm aus, wenn Not am Mann ist.

## Heilmethoden der Heartland-Farm
Amy Fleming heilt die Pferde mit Hilfe von verschiedenen Kräutern, wie zum Beispiel der Bach-Blütentherapie, mittels der Join-Up-Methode, dem T-Touch (einer Massage, die von Linda Tellington-Jones entwickelt wurde) und ihre besondere Gabe, mit Pferden zu kommunizieren. Alle diese Methoden gibt es wirklich, sie entstammen nicht der Fantasie von Lauren Brooke.

## Bücher
- Band 1: Rückkehr nach Haus
- Band 2: Nach dem Sturm
- Band 3: Hoffen auf Morgen
- Band 4: Die Chance
- Band 5: Träume und Enttäuschungen
- Band 6: Hohe Erwartungen
- Band 7: Zu neuen Ufern
- Band 8: Durch dick und dünn
- Band 9: Und morgen kommt der neue Tag
- Band 10: Mehr als nur ein Wort
- Band 11: Denn nur die Liebe zählt
- Band 12: Entscheidung des Herzens
- Band 13: Licht am Ende der Nacht
- Band 14: Hoffnung und Vertrauen
- Band 15: Liebe ist ein Geschenk
- Band 16: Sturm des Herzens
- Band 17: Zeit der Sehnsucht
- Band 18: Ruf des Herzens
- Band 19: Entscheidung fürs Glück
- Band 20: Kleine Wunder, große Liebe
- Band 21: Sterne am Horizont
- Band 22: Wandel der Gefühle

- Sonderband: Zauber der Erinnerung

## Fernsehserie
Seit 2007 strahlt der Fernsehsender CBC die gleichnamige Fernsehserie Heartland – Paradies für Pferde aus. Diese basiert auf den Büchern, allerdings gibt es viele Abweichungen. So heißen einige Charaktere anders oder es wurden gar neue dazu erfunden. Außerdem ist die Beziehung zwischen den Personen oftmals nicht so wie in den Büchern.